# Німецько-нігерські відносини
Німецько-нігерські відносини зосереджені насамперед на співпраці у сфері розвитку, безпеки та міграційної політики. З 2016 року двостороннє співробітництво активізувалося, відбулося кілька державних візитів на найвищому рівні.

## Історія
Західна Німеччина відкрила своє посольство в Ніамеї в 1963 році. З самого початку співробітництво було зосереджене в основному на співпраці у сфері розвитку. Через рік було підписано угоду про заохочення капіталовкладень, і в 1968 році організація-попередник сьогоднішнього Німецького товариства міжнародного співробітництва відкриває офіс у Ніамеї. Після відмови від доктрини Гальштейна Нігер також підтримував офіційні дипломатичні відносини з Німецькою Демократичною Республікою з 1975 року до возз'єднання Німеччини. У 1977 році було укладено угоду про технічне співробітництво.
15 листопада 1999 року посольство Німеччини закрили через заворушення, що спалахнули після вбивства президента Ібрагіма Баре Майнассара, і знову відкрили 6 вересня 2002 року.
У 2010 році уряд Німеччини тимчасово призупинив допомогу у розвиток країни після військового перевороту проти президента Нігеру Мамаду Танджа.
Після 2016 року співпраця між країнами значно активізувалася. Того року країну відвідали міністр розвитку Герд Мюллер, міністр закордонних справ Франк-Вальтер Штайнмаєр, міністр оборони Урсула фон дер Ляєн і канцлер Німеччини Ангела Меркель. У свою чергу, президент Нігеру Махамаду Іссуфу кілька разів відвідував Німеччину у період між 2016 і 2018 роками. Під час урядових переговорів допомогу на розвиток Німеччини подвоїли до понад 115 мільйонів на період 2018—2020 років. Таким чином, країна стала одним із найбільших отримувачів допомоги на одного громадянина. У травні 2019 року Меркель знову відвідала країну в рамках поїздки до Західної Африки. Порядок денний включав політику безпеки, співпрацю у боротьбі з нелегальною міграцією та транснаціональним наркобізнесом, а також розвиток партнерства між двома країнами.
Станом на 2012 рік Німеччина брала участь у цивільній місії ЄС EUCAP Sahel Niger, метою якої є навчання поліцейських, національної гвардії та жандармерії Нігеру та надання їм можливості ефективно боротися з організованою злочинністю та тероризмом. Бундесвер також навчає війська та персонал безпеки в Нігері. У травні 2022 року канцлер Олаф Шольц відвідав базу німецької армії в країні.

## Економічні відносини
Через бідність Нігеру, країна не є основним покупцем німецьких товарів. Обсяг двосторонньої торгівлі країн у 2021 році склав лише 27 мільйонів євро.
Німеччина протягом десятиліть є важливим партнером у сфері розвитку. У період 1962—2022 рр. допомога на розвиток становила понад один мільярд євро. Пріоритетні сфери включали продовольчу безпеку, управління, освіту, охорону здоров'я, управління міграцією та зайнятість. Багаторічне партнерство створило хороший імідж для Німеччини в країні.

## Спорт
Німці Хайнц-Петер Убер'ян (1980) і Гернот Рор (2012—2014) були тренерами збірної Нігеру з футболу.

## Дипломатичні представництва
- Німеччина має своє посольство в Ніамеї.[8]
- Нігер має своє посольство в Берліні.[9]